# Popovičky
Popovičky är en ort i Tjeckien.   Den ligger i regionen Mellersta Böhmen, i den centrala delen av landet, 19 km sydost om huvudstaden Prag. Popovičky ligger 383 meter över havet och antalet invånare är 188.
Terrängen runt Popovičky är lite kuperad.Runt Popovičky är det ganska tätbefolkat, med 111 invånare per kvadratkilometer. Närmaste större samhälle är Prag, 18,8 km nordväst om Popovičky. Trakten runt Popovičky består till största delen av jordbruksmark.